# روجر وليامز
روجر وليامز (بالإنجليزية: Roger Williams)‏ هو ممثل أمريكي، ولد في 8 فبراير 1898 في الولايات المتحدة، وتوفي في 18 ديسمبر 1964 بلوس أنجلوس في الولايات المتحدة.

## وصلات خارجية
- روجر وليامز على موقع IMDb (الإنجليزية)
- روجر وليامز على موقع أول موفي (الإنجليزية)
- روجر وليامز على موقع قاعدة بيانات الفيلم (الإنجليزية)
- روجر وليامز على موقع كينوبويسك (الروسية)